# 2010 في النمسا
فيما يلي قوائم الأحداث التي وقعت خلال عام 2010 في النمسا.

## أحداث
- 25 أبريل – الانتخابات الرئاسية النمساوية 2010

## سياسة

### تعيين في المنصب
- 1 يناير – سيباستيان كورتس عضو البرلمان الإقليمي فيينا.

## أفلام
من الأفلام التي صدرت هذه السنة في النمسا:
- 21 مايو – الشريط الأبيض من إخراج مايكل هاينيكي.

## وفيات

### يناير
- 11 يناير – ميب جيس (مواليد 1909) كاتبة هولندية.
- 15 يناير – كارل غيسر (مواليد 1928) لاعب كرة قدم نمساوي.